# Reject the Sickness
Reject the Sickness ist eine belgische Melodic-Death-Metal- und Metalcore-Band aus Flandern, die 2007 gegründet wurde.

## Geschichte
Die Gruppe befand sich von 2007 bis 2010 in der Entwicklungsphase, ehe 2010 mit Reject the Sickness ein Name für das Projekt gefunden wurde. Im selben Jahr erschien das Demo Slack Muscles Heal. Danach spielte die Band verschiedene Konzerte und war 2012 auf dem Brugghe Daevert Festival zu sehen. 2013 unterzeichnete sie einen Plattenvertrag bei Deathwake Records. Im selben Jahr erschien die EP Bloodstained Eyes. 2014 spielte die Gruppe auf dem Antwerp Metal Fest und nahm am Finale des Wacken Metal Battle teil. Im folgenden Jahr wurde ein Vertrag bei Mighty Music unterzeichnet, worüber im selben Jahr das Debütalbum Chains of Solitude veröffentlicht wurde. Im folgenden Jahr ging es auf eine Tournee durch Großbritannien und die Band war auf Festivals wie dem Graspop Metal Meeting oder dem Evil or Die Festival zu sehen. 2018 spielte sie auf den Metaldays und das zweite Album The Weight of Silence erschien. Seit Ende 2018 sind der Gitarrist Zoran Van Bellegem und der Bassist Jonas Messiaen als neue Mitglieder in der Besetzung. 2019 folgte die EP The New Chapter.

## Stil
Ronny Bittner vom Rock Hard schrieb in seiner Rezension zu Chains of Solitude, dass hierauf Melodic Death Metal im Stil von The Black Dahlia Murder zu hören ist, der durch progressive Elemente angereichert werde. Die Band reiche jedoch meist nicht an die Klasse von Progressive-Death-Metal-Bands wie Death, Pestilence oder Cynic heran. Die Gruppe sehe in den Songs gute Refrains „eher als notwendiges Übel denn als oberste Priorität“ an und auch Tempo und Melodiegestaltung lasse Variabilität vermissen. In einer späteren Ausgabe rezensierte Sebastian Schilling das Album The Weight of Silence und bezeichnete es als moderne Mischung aus Death- und Thrash-Metal, den man zwischen Dark Tranquillity, neuen At the Gates und US-amerikanischen Bands wie All Shall Perish einordnen könne. Auffällig seien die „starken Refrains“, die nicht klar gesungen, „sondern geschickt mit mehreren Stimmen breiter gemacht werden“. Gelegentlich würden Gitarreneffekte und die Art der Rhythmen an Gojira erinnern. Andreas Schiffmann äußerte sich auch zu dem Album und zeigte sich von den Refrains wenig begeistert. Vielmehr mangele es den Songs an anspruchsvollen Songstrukturen, sondern man mache „Malen-nach-Zahlen-Tappings“ und es sei „kreuzbraves Single-Note-Gedudel“ zu hören, „wofür sich mittlerweile selbst jene Skandinavier zu schade sind, die damit versehentlich die bösen Melodic-Death-Trendgeister heraufbeschworen haben“. Die Rhythmen seien gewollt sperrig, könnten jedoch weder die Wucht noch den Groove von Gojira erreichen. Die Gruppe versuche progressiv zu sein, heraus komme jedoch nur „semi-technische[r] Allerwelts-Metal mit ausdruckslosem Gebrüll“. Eine Ausgabe später beschrieb Schiffmann die Musik des Albums als semitechnischen Death Metal. Im Interview mit ihm gab Guy Vercruysse, welcher die Texte für die Lieder schreibe, an, dass alle Lieder des Albums von seiner Arbeit in der Jugendpsychiatrie handeln würden. Anthalerero von stormbringer.at ordnete The New Chapter dem Melodic Death Metal und Metalcore zu. Die Gruppe gebe sich dabei recht modern und setze flächige Riffs ein, sie schaffe es jedoch nicht, einprägsam zu sein, da die Songs zu austauschbar seien.

## Diskografie
- 2010: Slack Muscles Heal (Demo, Eigenveröffentlichung)
- 2013: Bloodstained Eyes (EP, Eigenveröffentlichung)
- 2015: Chains of Solitude (Album, Mighty Music)
- 2018: My Ire (Single, Mighty Music)
- 2018: Face the Storm (Single, Mighty Music)
- 2018: The Weight of Silence (Album, Mighty Music)
- 2019: The New Chapter (EP, Mighty Music)